# Ustronie Morskie
Ustronie Morskie is een plaats in het Poolse district Kołobrzeg, woiwodschap West-Pommeren. De plaats maakt deel uit van de gemeente Ustronie Morskie en telt 1800 inwoners.

## Verkeer en vervoer
- Station Ustronie Morskie